# Loco Loco
Chansons représentant la Serbie au Concours Eurovision de la chanson
Hasta la vista
(2020)
Loco Loco est une chanson interprétée par le groupe Hurricane.
Elles sont sélectionnées pour représenter la Serbie au Concours Eurovision de la chanson 2021, à l'issue d'une sélection interne, le 5 mars 2021. Elle est produite par Darko Dimitrov, écrite par Sanja Vučić et instrumentalisée par Nemanja Antonić. Le clip coloré reste dans une ambiance des années 1990, mais la chanson se classe dans le style de l'EDM (Electronic Dance Music).

## Classements
La chanson se classe en huitième position en demi-finale avec 124 points (68 points du télévote et 56 points du jury) et se qualifie pour la grande finale où elle finit quinzième avec 102 points (82 points du télévote et 20 points du jury).